# Periscop

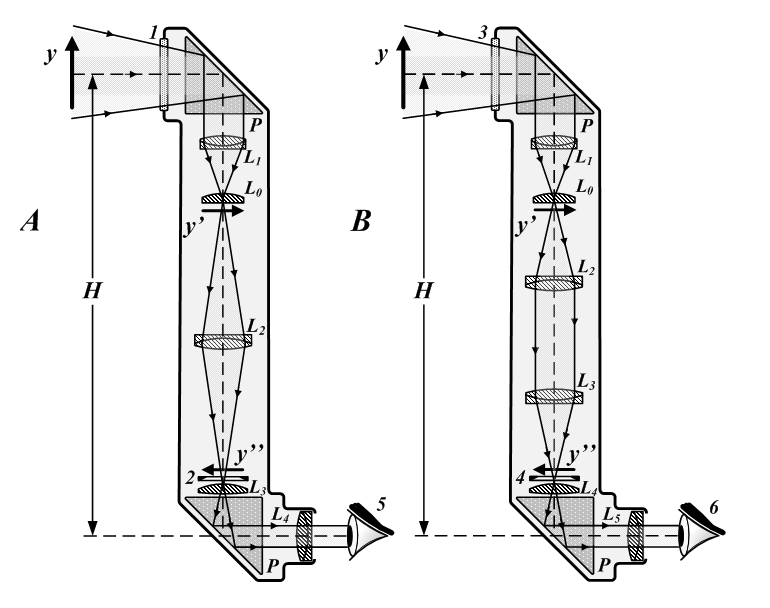
Periscoape cu lentile

Periscopul este un instrument optic alcătuit din lentile, oglinzi, și/sau prisme cu ajutorul căruia se pot efectua observații între două niveluri diferite ca înălțime (tranșee, dintr-un submarin etc).
Periscopul a fost inventat de Jean Rey în anul 1891. 
În domeniul naval, periscopul este folosit de submarine pentru a da posibilitatea acestora să supravegheze situația de la suprafața apei, fără a fi văzut.

De regulă, tubul periscopului de pe submarine este telescopic și este prevăzut cu dispozitiv de ridicare sau coborâre ce permite înălțarea sa și retragerea pe timpul deplasării, rotire în plan orizontal sau de rotire pe verticală a obiectivului.

Sistemele optice ale unui periscop permit măsurători de distanțe și unghiuri, pentru stabilirea elementelor de atac cu torpile.
Submarinele moderne sunt dotate cu mai multe periscoape cu diferite funcțiuni: periscop de atac, periscop zenital (altiperiscop), periscop radar etc care sunt grupate în zona chioșcului.

Tipuri de periscose bazeaza pe un număr cât mai mare de instrumente și aparate care să satisfacă necesitățile practice date. Aceste instrumente și aparate sunt alcătuite din componente optice, care, în raport cu tipul respectiv, îndeplinesc anumite funcții bine determinate.

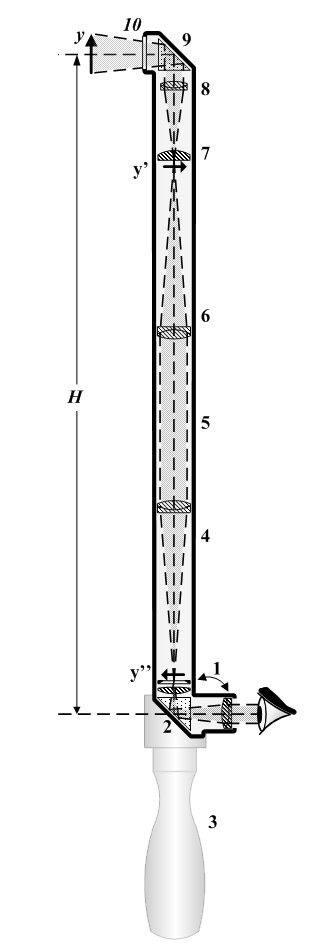
Periscop militar pentru observații din tranșee
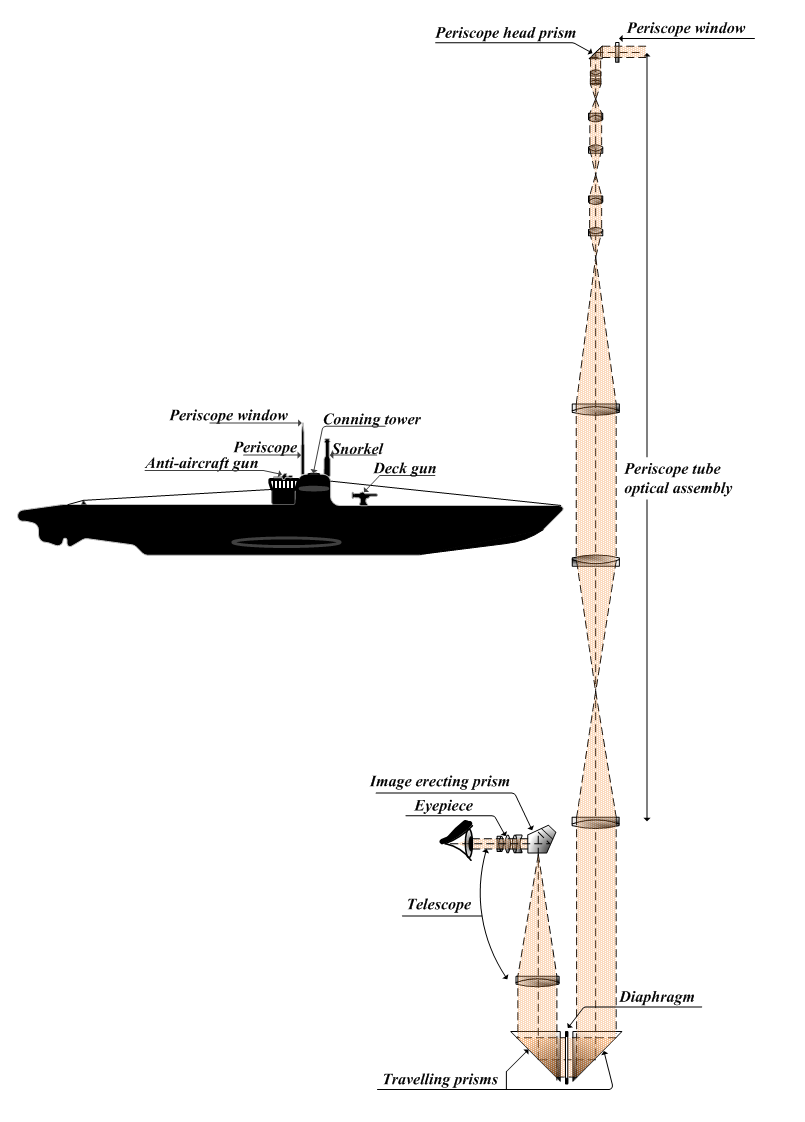
Periscop Zeiss pentru submarin
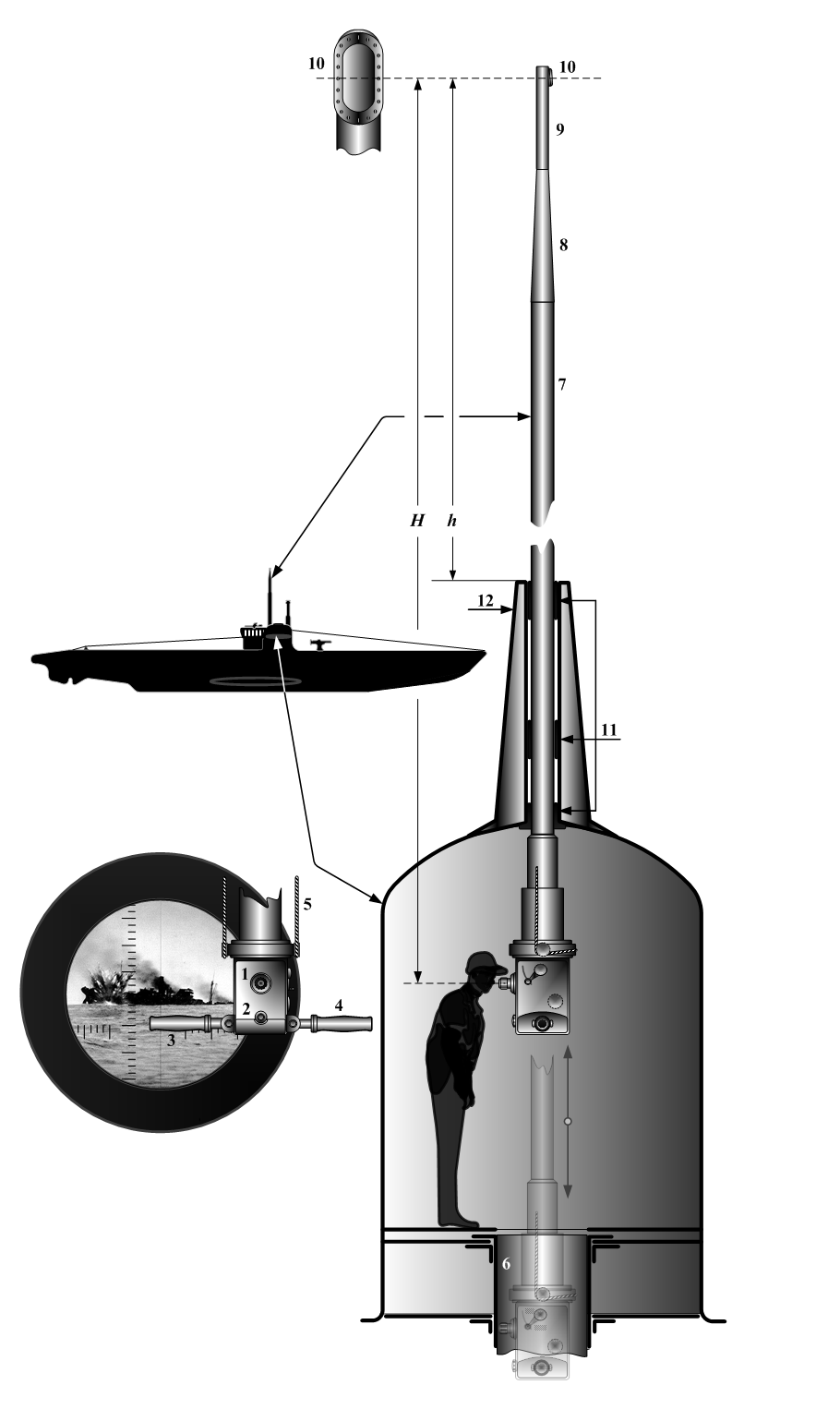
Periscop de atac
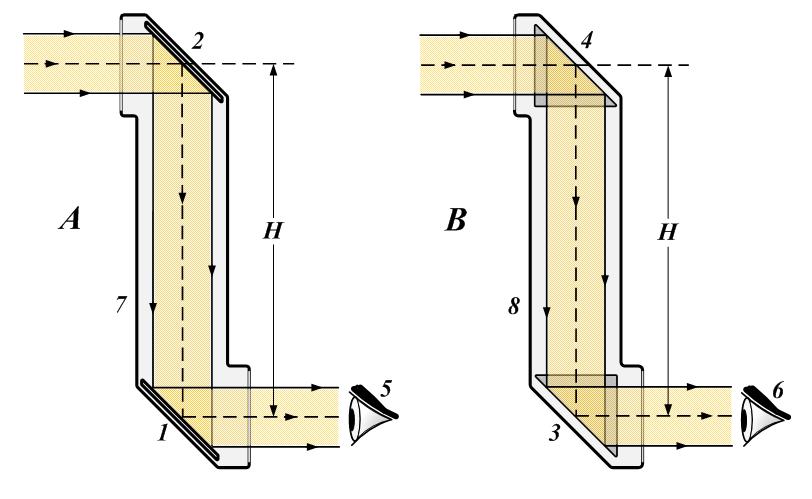
Periscoape simple